# Saikhanchuluun Amarbayasgalangiin
Saikhanchuluun Amarbayasgalangiin (mongolisch Амарбаясгалангийн Сайханчулуун; * 28. August 1996 in der Mongolei) ist ein mongolischer Fußballtorhüter.

## Karriere

### Verein
Amarbayasgalan spielte von 2009 bis 2017 für Khangarid FC in der Mongolian Premier League. Am 7. November 2017 wurde bekannt gegeben, dass er mit einem 3-Jahres-Deal über neun Millionen MNT zu einem Premier-League-Klub Ulaanbaatar City FC transferiert wurde. Es gab eine Ablösesumme von zwei Millionen MNT.

### Nationalmannschaft
Amarbayasgalan spielt seit 2017 für die Nationalmannschaft der Mongolei. Bisher absolvierte er 7 Länderspiele.